# عدس أسود
لوبياء مونغو أو العدس الأسود (الاسم العلمي:Vigna mungo) (بالإنجليزية: black lentil)‏ هي نوع من النباتات يتبع جنس اللوبياء من الفصيلة البقولية.
وتسمى أيضا بقلة سوداء ويسمى باللغة اللاتينية Vigna mungo وهو نبات من المحاصيل الزراعية من البقوليات، أصله من شبه القارة الهندية، يأكله الهنود كثيرا ويطبخون منه طبق يسموه ميدو فادا.